# ジェイコム八王子
株式会社ジェイコム八王子（ジェイコムはちおうじ）は、かつて東京都八王子市に本社を置き、ケーブルテレビ（同時再放送、自主放送）と電気通信事業（インターネット接続、IP電話）を主たる業務とし、有線一般放送（ケーブルテレビ局）を運営する一般放送事業者および電気通信事業者であった。株式会社ジュピターテレコム(J:COM)の連結子会社であり、会社および局呼称は「J:COM 八王子」であった。

## 概要
開局当初は赤字経営に苦しんだが、関係株主である八王子市、八王子商工会議所、地元企業などの協力と応援を受けて経営安定を図った経緯がある。
あきる野市と日の出町への提供区域拡張は、当時株主であった富士通株式会社のあきる野半導体センター建設当時に周辺住民へのテレビ電波障害対策を請負ったため。
八王子市みなみ野エリアは、一般財団法人首都圏ケーブルメディアからの受託。そのため、幹線設備は首都圏ケーブルメディアが所有している。

## 沿革
- 1986年（昭和61年）
  - 1月27日
    - 「八王子テレメディア株式会社」として設立。
- 1987年（昭和62年）
  - 11月6日
    - 有線テレビジョン放送施設設置許可取得。
- 1988年（昭和63年）
  - 10月25日
    - 開局。
- 1997年（平成9年）
  - 12月2日
    - 第一種電気通信事業許可取得。
- 1998年（平成10年）
  - 6月1日
    - インターネット接続事業サービス「htmnet.ne.jp」開始。

  - 8月11日
    - みなみ野シティエリアでサービス開始。
- 2001年（平成13年）
  - 3月31日
    - インターネット接続事業サービス「htmnet.ne.jp」終了。

  - 4月1日
    - インターネット接続事業サービス「Cable@nifty」開始。

  - 10月1日
    - BSデジタル放送サービス（TM（複数TS伝送）方式）を開始。
- 2002年（平成14年）
  - 10月8日
    - ジャパンケーブルネット株式会社が株式取得。JCNグループに参画。
- 2003年（平成15年）
  - 1月28日
    - 本社を「八王子市明神町2丁目1番8号」から「東京都八王子市旭町11番8号 アクセスビル5階」に移転。
- 2004年（平成16年）
  - 7月1日
    - 地上デジタル放送サービス（OFDM方式）を同一周波数で開始。
    - デジタル多チャンネル放送サービス（ISDB-C（リマックス）方式）を開始。

  - 10月1日
    - 050 IP電話サービス『JCNetフォン.HTM』開始。
- 2005年（平成17年）
  - 4月1日
    - アナログ多チャンネル放送サービスのチャンネル番号をJCN各局共通番号に変更。

  - 7月1日
    - デジタル多チャンネル放送サービス（JC-HITS）を開始。
- 2006年（平成18年）
  - 1月1日
    - 呼称を「JCN八王子」に変更。

  - 4月1日
    - JCN統一サービス名称として『JCNテレビ』、『JCNインターネット』および『JCN電話』を制定し展開。
    - JCN統一サービスラインナップ導入。

  - 6月1日
    - プライマリ電話サービス「ケーブルプラス電話」を用いた『JCN電話』開始。
- 2007年（平成19年）
  - 4月1日
    - JCN会員誌『JCN plus』を創刊。

  - 7月1日
    - HDD内蔵録画機能付きSTB『録りま専科』を提供開始[注 1]。

  - 7月10日
    - 『JCN VODサービス』を開始。

  - 12月1日
    - 「シティチャンネル」が地上デジタル放送で開始。チャンネル名称が「JCNプラスチャンネル」に変更。
- 2008年（平成20年）
  - 1月30日
    - 050 IP電話サービス『JCNetフォン.HTM』提供終了。

  - 10月1日
    - 『JCNプラスビデオ』を開始。
- 2009年（平成21年）
  - 4月1日
    - DVDドライブ搭載HDD内蔵録画機能付きSTB『録りま専科DVD』を提供開始[注 2]。
    - 気象庁の高度利用者向けサービス用いたサービス『JCN緊急地震速報』を開始。

  - 4月20日
    - au携帯電話端末を販売開始。

  - 6月1日
    - 双方向設置済みの「HDD内蔵STB」利用者向けに、リモート録画予約サービス『ケータイ録画予約』を提供開始。

  - 11月1日
    - 下り最大160Mbpsの超高速インターネット接続サービス『スピードスター160』を開始。
- 2010年（平成22年）
  - 1月31日
    - アナログ多チャンネル放送サービス終了。

  - 4月1日
    - 地デジコミュニティチャンネルで「デジタル録画コピー制御」を運用開始。

  - 7月1日
    - JCNインターネットの『スタンダード』の下り最大伝送速度を8Mから15Mに増速。
- 2011年（平成23年）
  - 3月10日
    - 地上放送の暫定的「デジアナ変換」を提供開始[1][2][3][4]

  - 4月1日
    - 『JCNプラスチャンネル』をハイビジョン化。
    - BD・DVDドライブ搭載HDD内蔵録画機能付きSTB『録りま専科ブルーレイ』を提供開始[5][注 3]。
    - HDD内蔵録画機能付きSTBセットの新コース『HDDコース』を提供開始[6][注 4]。
    - 双方向設置済みの特定STB利用者向けに、『STBポータルサービス』および『JCNおすすめナビ』を提供開始[6]。

  - 6月1日
    - リモート録画予約サービス『ケータイ録画予約』を拡充し、『ケータイde録画予約』を提供開始[7]。

  - 7月24日
    - 地上アナログ放送の放送対象地域外テレビ局を再送信終了[3]。
- 2012年（平成24年）
  - 1月1日
    - 呼称を「JCNテレメディア」に変更。

  - 3月12日
    - 『JCNインターネット』利用者向けに、『JCN WiMAX』を提供開始[8][9]。

  - 4月1日
    - 双方向設置済みの特定STB利用者向けに、『Shufoo!』を提供開始[10]。

  - 6月25日
    - 『JCNインターネット』利用者向けに、『Wi-Fi内蔵モデム』を提供開始[11]。

  - 7月20日
    - 『JCNインターネット』利用者向けに、公衆無線LANサービス『ケーブルTV Wi-Fi』を提供開始[12]。

  - 10月1日
    - 『JCNプラスチャンネル』の名称を『JCNテレメディアチャンネル』に変更。
    - 新しいコミュニティチャンネル『にっぽんケーブルチャンネル』を放送開始[13]。
    - 商号を「株式会社JCNテレメディア八王子」に変更
- 2013年（平成25年）
  - 10月31日
    - 『JCN VODサービス』の新規登録終了。
- 2014年（平成26年）
  - 3月31日
    - 『JCN VODサービス』を終了。

  - 4月1日
    - 親会社のジャパンケーブルネット株式会社が株式会社ジュピターテレコムに吸収合併されたことに伴い、株式会社ジュピターテレコムの連結子会社となる。

  - 6月1日
    - 呼称を「J:COM 八王子」に変更[14]。
    - 『JCNテレメディアチャンネル』の名称を『J:COMチャンネル八王子』に変更。
    - 「JCN」ブランドを廃止。
    - J:COM統一サービス名称として『J:COM TV』、『J:COM NET』および『J:COM PHONE』を制定し展開。
    - J:COMサービスラインナップ導入。
    - 『J:COM PHONE プラス』を提供開始。
    - 「にっぽんケーブルチャンネル」（JCN）を「J:COMテレビ」（J：COM）に統合[15]。

  - 7月1日
    - 商号を「株式会社ジェイコム八王子」に変更[14]。

  - 10月1日
    - 『J:COM WiMAX 2+』を提供開始。
- 2015年（平成27年）
  - 1月31日
    - 「ケーブルプラス電話」を終了。

  - 2月16日
    - 『J:COM 緊急地震速報』を提供開始。

  - 2月17日
    - 『J:COM NET』および『JCNインターネット』のインターネットサービスプロバイダーを『ZAQ』に変更。

  - 3月9日
    - 『J:COMオンデマンド』を提供開始。

  - 3月25日
    - 地上放送の暫定的「デジアナ変換」を終了[1][2][3][4]。
- 2019年（平成31年）
  - 4月1日
    - 株式会社ジェイコム東京に吸収合併され、会社解散[16]。

## 事業所
本社
- 本社
  - 東京都八王子市明神町4丁目9番8号 京王八王子明神町ビル7階

事務所
- 八王子営業事務所
  - 東京都八王子市明神町4丁目9番8号 京王八王子明神町ビル7階

## 提供区域内自治体
- 東京都
  - 八王子市、あきる野市
  - 西多摩郡
    - 日の出町

## 業務内容
- 2019年（平成31年）3月31日時点。

統一サービス
1. J:COM TV（テレビ放送サービス[注 5]）
  1. 双方向機能（STBインターネット接続サービス）
  2. インタラクTV（STBテレビ向け情報サービス）
  3. ナビシェル（STB向けご案内画面サービス）
  4. J:COMオンデマンド（VODサービス）
  5. リモート録画予約（番組録画予約）
  6. ジェイコム マガジン（番組ガイド誌）
  7. J:COMチャンネル（第一コミュニティチャンネル）
  8. J:COMテレビ（第二コミュニティチャンネル）
2. J:COM NET（インターネット接続サービス）
  1. ZAQ（インターネットサービスプロバイダ）
  2. J:COM WiMAX 2+（4G（WiMAX）サービス[注 6]）
3. J:COM PHONE（固定電話（CATV電話）サービス）
  1. J:COM PHONE プラス（VoIP方式（プライマリ電話）サービス）[注 7]）
4. J:COM 電力
5. J:COM MOBILE（4G（LTE）サービス[注 8]）

付加サービス
- J:COM 緊急地震速報

### J:COM TV

#### 地上デジタル放送
- 表中、「伝送方式」欄の『部類』に関しては下記を参照。
  - 「PT」はパススルー方式。
  - 「TM」はトランスモジュレーション方式。
- 表中、『記号』に関しては下記を参照。
  - 「●」は視聴可能。
  - 「×」は視聴不可。
  - 「?」は不明。
- 2019年（平成31年）3月31日時点。

| リ モ コ ン キ \| ID | 放送局                | 三桁 チャンネル | 伝送方式 | 伝送方式 | 備考         |
| リ モ コ ン キ \| ID | 放送局                | 三桁 チャンネル | PT       | TM       | 備考         |
| -------------------- | --------------------- | --------------- | -------- | -------- | ------------ |
| 1                    | NHK総合・東京         | 011 012         | ●        | ●        |              |
| 2                    | NHKEテレ東京          | 021 022 023     | ●        | ●        |              |
| 3                    | テレ玉                | 031 032 033     | ●        | ×        | 区域外再放送 |
| 3                    | tvk                   | 031 032 033     | ●        | ×        | 区域外再放送 |
| 4                    | 日本テレビ            | 041 042         | ●        | ●        |              |
| 5                    | テレビ朝日            | 051 052 053     | ●        | ●        |              |
| 6                    | TBS                   | 061 062         | ●        | ●        |              |
| 7                    | テレビ東京            | 071 072 073     | ●        | ●        |              |
| 8                    | フジテレビジョン      | 081 082 083     | ●        | ●        |              |
| 9                    | TOKYO MX              | 091 092 093     | ●        | ●        |              |
| 10                   | J:COMテレビ           | 101 102         | ●        | ×        |              |
| 11                   | J:COMチャンネル八王子 | 111 112         | ●        | ×        |              |

#### FMラジオ
- 2019年（平成31年）3月31日時点。

| MHz  | 放送局      | 備考 |
| ---- | ----------- | ---- |
| 76.1 | InterFM897  |      |
| 79.4 | TOKYO FM    |      |
| 81.3 | J-WAVE      |      |
| 83.1 | NHK東京-FM  |      |
| 84.0 | Fm yokohama |      |
| 85.3 | テスト信号  |      |